# Beit Berl
Beit Berl (hebräisch בֵּית בֶּרְל ‚Haus Berl‘, vollständig: הַמִּכְלָלָה הָאֲקָדֶמִית בֵּית בֶּרְל HaMichlalah haʾAqademīt Bejt Berl, deutsch ‚Akademisches Kolleg Haus Berl‘) ist eine akademische Hochschule in Israel. Der Campus liegt in Kfar Saba und hat den Status eines gemeindefreien Gebiets im Regionalverband Drom HaScharon.

## Geschichte
Beit Berl wurde als Ort am 21. August 1946 gegründet und ist nach dem Histadrut- und ʿAvoda-Führer Berl Katznelson benannt. Zunächst war es eine Militärbasis der Haganah bzw. Israel Defense Forces. Seit den späten 1940er Jahren wurden auf dem Areal auch Lehrkräfte, Kibbuzmitglieder und Jugendleiter ausgebildet.
1979 erhielt Beit Berl die staatliche Zulassung seiner Kurse und 1981 die akademische Anerkennung als Pädagogische Hochschule unter Aufsicht des Bildungsministeriums. Sukzessive vereinte man verschiedene Bildungseinrichtungen in der Region unter dem Dach von Beit Berl. 1987 erhielt es für alle Studiengänge die Anerkennung als Hochschule.

## Aufbau, Auftrag und Personal
Beit Berl umfasst heute vier Fakultäten:
- Erziehungswissenschaften
- Kunst
- Verwaltung und Sozialwesen
- Akademisches Institut für die Ausbildung arabischer Lehrkräfte.

Rund 1000 haupt- und nebenamtliche Dozenten forschen und unterrichten etwa 10.000 Studierende. Neben Bachelor-Graden für das Lehramt an allen Schultypen kann man Master-Abschlüsse u. a. in Kunsterziehung, Förderpädagogik und Bildungsmanagement erwerben.
Beit Berl versteht sich als multikulturelle Hochschuleinrichtung und versucht, seine Absolventen besonders für ein friedliches Miteinander der in Israel existierenden Kulturen zu befähigen.

## Lehrkräfte
- Aharon Jadlin (1926–2022), Pädagoge und Politiker

## Absolventen
- Nomi Talisman (* 1966), Videokünstlerin und Filmproduzentin

## Hochschulpartnerschaften
- Pädagogische Hochschule Vorarlberg (Österreich)
- Pädagogische Hochschule Krakau
- Pädagogische Hochschule Ludwigsburg
- Jan-Evangelista-Purkyně-Universität Ústí nad Labem
- Fachhochschule Potsdam
- Carl von Ossietzky Universität Oldenburg
- Institut national des langues et civilisations orientales
- The National School of Political Studies and Public Administration (Rumänien)
- Universität Mondragón (Baskenland)

Im Rahmen der Städtepartnerschaft von Kfar Saba und Wiesbaden besteht auch ein Austauschprogramm mit dem Fachbereich Sozialwesen der Fachhochschule Wiesbaden, in dessen Rahmen schon zahlreiche Studentenjahrgänge ein Gastsemester an der jeweiligen Partnerhochschule absolviert haben. Untergebracht sind die deutschen Studenten im Kibbuz Nir Elijahu.